# Himantariella balearica
Himantariella balearica är en mångfotingart som beskrevs av Josif Capuse 1975. Himantariella balearica ingår i släktet Himantariella och familjen trädgårdsjordkrypare. Inga underarter finns listade i Catalogue of Life.